# Jacqueline (film, 1956)
Pour plus de détails, voir Fiche technique et Distribution.
Jacqueline est un film britannique réalisé par Roy Ward Baker, sorti en 1956.

## Synopsis
Mike McNeil, après avoir été licencié des chantiers navals de Belfast à cause de son vertige, sombre dans l'alcoolisme. Sa fille Jacqueline va tout faire pour lui faire obtenir un nouveau travail.

## Fiche technique
- Titre original : Jacqueline
- Titre français : Jacqueline
- Réalisation : Roy Ward Baker
- Scénario : Patrick Kirwan, Liam O'Flaherty, d'après le roman A Grand Man de Catherine Cookson
- Direction artistique : Jack Maxsted
- Décors : Arthur Taksen
- Costumes : Eleanor Abbey
- Photographie : Geoffrey Unsworth
- Son : Dudley Messenger, Gordon K. McCallum
- Montage : John D. Guthridge
- Musique : Cedric Thorpe Davie
- Production exécutive : Earl St. John
- Production : George H. Brown
- Société de production : Rank Film Productions
- Société de distribution : J. Arthur Rank Film Distributors
- Pays d'origine :  Royaume-Uni
- Langue originale : anglais
- Format : Noir et blanc  — 35 mm — 1,75:1 — son mono
- Genre : drame
- Durée : 89 minutes
- Dates de sortie : 
  - Royaume-Uni : 5 juin 1956
  - France : 22 avril 1960

## Distribution
- John Gregson : Mike McNeil
- Kathleen Ryan : Elizabeth McNeil
- Jacqueline Ryan : Jacqueline McNeil
- Noel Purcell : M. Owen
- Cyril Cusack : M. Flannagan
- Tony Wright : Jack McBride
- Maureen Swanson : Maggie
- Liam Redmond : M. Lord
- Maureen Delaney : Mme McBride
- Richard O'Sullivan : Michael McNeil
- Marie Kean : Mme Flannagan
- Josephine Fitzgerald : Mme McMullen
- Barry Keegan : Bob Quinton
- Rita Begley : Sara Flannagan
- Jack MacGowran : Campbell